# Meunasah Ukee
Meunasah Ukee is een bestuurslaag in het regentschap Pidie van de provincie Atjeh, Indonesië. Meunasah Ukee telt 1071 inwoners (volkstelling 2010).